# Улітіна Любов Василівна
Любов Василівна Улітіна (1938, місто Перм, тепер Російська Федерація) — радянська діячка, новатор виробництва, стрижневиця Пермського машинобудівного заводу імені Леніна. Кандидат у члени ЦК КПРС у 1976—1981 роках. Герой Соціалістичної Праці (10.06.1977).

## Життєпис
Народилася в родині шофера Пермського машинобудівного заводу Василя Панасовича Гільова. Закінчила сім класів середньої школи міста Молотова (Пермі). У 1957 році закінчила школу фабрично-заводського навчання.
У березні 1957 — 1981 року — стрижневиця, бригадир стрижневиків цеху № 32 Пермського машинобудівного заводу імені Леніна.
У 1959 році закінчила середню школу робітничої молоді в Пермі.
Член КПРС з 1970 року.
З 1981 року — майстер-наставник Пермського міського професійно-технічного училища № 43.
З 1988 року — на пенсії в місті Пермі.

## Нагороди і звання
- Герой Соціалістичної Праці (10.06.1977)
- два ордени Леніна (10.06.1977,)
- орден Жовтневої Революції
- орден Трудового Червоного Прапора
- медалі
- знак ЦК ВЛКСМ І ВЦРПС «Наставник молоді»